# 鸮蟹守螺
鸮蟹守螺（学名：Pseudovertagus aluco）是中腹足目蟹守螺科Pseudovertagus属的一种。主要分布于印度尼西亚、台湾，常栖息在碎石浅海底和潮间带。